# Io sono la legge
Io sono la legge  (Lawman) è un film del 1971 diretto da Michael Winner.

## Trama
Nella città di Bannock, alcuni mandriani al servizio di Vincent Bronson, ricco proprietario terriero, durante una notte di follia, tra alcol e sommarie sparatorie, uccidono accidentalmente un anziano passante; lo sceriffo Jered Maddox, dopo avere scoperto l'identità e provenienza dei partecipanti alla scorribanda compila una lista con i loro nomi e si reca nella cittadina di Sabbath, con l'intento di arrestarli e condurli nella sua città per essere processati.
Durante il tragitto incontra uno dei mandriani presenti sulla lista, questo tenta di sfuggirgli e Maddox lo uccide, poi continua il viaggio verso Sabbath portando con sé il corpo del mandriano per la sepoltura. Giunto in città non è ben visto dagli abitanti dato che l'omicidio del vecchio non è accaduto a Sabbath, di conseguenza non vogliono che Maddox arresti o, peggio, uccida altri del posto. Inoltre Bronson, anch'esso presente nella lista, risulta essere il padrone di tutto.
Anche lo sceriffo del luogo, il disilluso Cotton Ryan, mette in guardia Maddox, poi va da Bronson per avvisarlo dei nuovi guai, consigliandolo di costituirsi e poi eventualmente corrompere il giudice di Bannock, ma non viene ascoltato e, nonostante il divieto di altro spargimento di sangue da parte del proprietario terriero, altri proveranno a fermare Maddox morendo miseramente.
Nel momento in cui ci si prepara per la resa dei conti finale, Jered Maddox, ammorbidito dall'incontro con una sua vecchia fiamma, Laura Shelby, decide di lasciar perdere ed evitare altro sangue, purtroppo nulla si può contro il destino e lo sceriffo è costretto ancora ad uccidere e quindi a rinunciare al sogno di una vita tranquilla.